# Culture des céréales dans les années 1830
Cet article présente l'histoire de la culture des céréales dans les années 1830.

## Années 1830
Le prix constaté du blé évolue en légère baisse au cours de la décennie en France, selon l'économiste Jean Fourastié, si l'on prend en compte l'évolution parallèle du salaire horaire. La décennie est cependant marquée par deux mouvements opposés, d'abord une baisse du prix réel des céréales au cours de la première moitié puis une très forte remontée à partir de la fin 1834 :
| Années                                     | 1830 | 1831 | 1832 | 1833 | 1834 | 1835 | 1836 | 1837 | 1838 | 1839 |
| Prix observé du quintal de blé (en francs) | 30   | 30   | 28,6 | 21,8 | 20,2 | 23,9 | 24,6 | 25,8 | 28,9 |      |
| Prix réel (ajusté du salaire horaire)      | 177  | 166  | 155  | 112  | 106  | 123  | 129  | 136  | 156  | 149  |

Les années 1830 voient aussi la croissance des exportations de céréales de la mer Noire, par le port franc d'Odessa, sur fond de forte croissance économique mondiale des années 1830. En manque de céréales pour sa nouvelle population urbaine, l'Angleterre importe 1,5 million de quarts dès 1830, après 2 millions sur les deux années précédentes réunies, à des prix très élevés dès 1828. Le prix des céréales monte grâce à l'assouplissement des Corn Laws. L'Angleterre a introduit « l'échelle mobile » en 1828, suivie par autres pays d'Europe entre 1830 et 1835.

### Grandes famines de 1830 en Europe du Nord
L'hiver 1829-1830 a été l'un des plus froids du XIXe siècle. En Allemagne, les cultures sont perturbées par une température moyenne de -6,6°degrés centigrades, qui descendit jusqu’à – 30e et par 72 jours de gel ininterrompus. La France fut moins touchée que l'Allemagne ou la Belgique mais pénalisée. La situation agricole empira au cours de l’année 1829, alors que 1827 et 1828 furent déjà des années de récoltes médiocres, causant une augmentation importante des prix des céréales et un report du pouvoir d’achat sur le pain. L’hiver 1828-1829 fut ainsi marqué par un faible rendement céréalier, aggravé par la prolifération d'insectes ravageurs, qui a causé les grandes famines de 1827 à 1830 en Angleterre et dont la présence en France dans les champs a fait avorter le grain. En France, les gelées furent très fortes à partir du 16 novembre et se prolongèrent jusqu’au 21 février, pendant près de 4 mois avec près de 100 jours de gelée.
À la suite de cet hiver rude, au deuxième trimestre 1829, la quantité d’eau tombée représenta 32,5 % seulement de la pluviosité moyenne attendue. De plus, le sol ayant gelé en hiver à de très grandes profondeurs, atteignant même jusqu’à un mètre, l’eau de la fonte des neiges n’avait pu pénétrer le sol empêchant de renouveler la provision d’eau. Le niveau des nappes phréatiques s’est donc abaissé, entrainant des difficultés d'approvisionnement régulier en eau dans certaines grandes villes.
Dans les Ardennes, et sur les bords de la Semois, des torrents de pluies ont putréfié ou emporté les fourrages. La neige recouvre toute l’Europe. En Belgique, il tombe, en certains endroits, plus d’un mètre de neige, qui reste au sol 54 jours en décembre et janvier. En France, la neige préserve les récoltes là où elle reste sur le sol, mais les céréales sont gelées ailleurs. Les oliviers, châtaigniers, mûriers et vignes périssent en grand nombre. Aux Pays-Bas, l’hiver 1829-1830 est, avec celui de 1962-1963, le plus froid enregistré depuis 300 ans. La température moyenne est de −3,1 °C ; décembre fut le mois le plus froid.

### Crise russe de 1833
La croissance des exportations se poursuit malgré la crise de 1833, quand la moitié de la Russie d'Europe voit ses récoltes de céréales anéanties, en particulier dans la « Russie blanche », province polonaise, réunie à l'empire russe depuis 1772. C'est l'une des trois plus graves famines de la Russie au cours du siècle : la production de grains russes a baissé de 32 %, alors que dans la plupart des disettes céréalières du XIXe siècle recensées par les historiens, c'était environ 10 %. Les popes russes promettent un demi-sac de farine par mois à tout habitant qui signerait l'acte d'adhésion à leur église dominante et les pauvres affamés acceptent en masse.

### Croissance du négoce céréalier grec

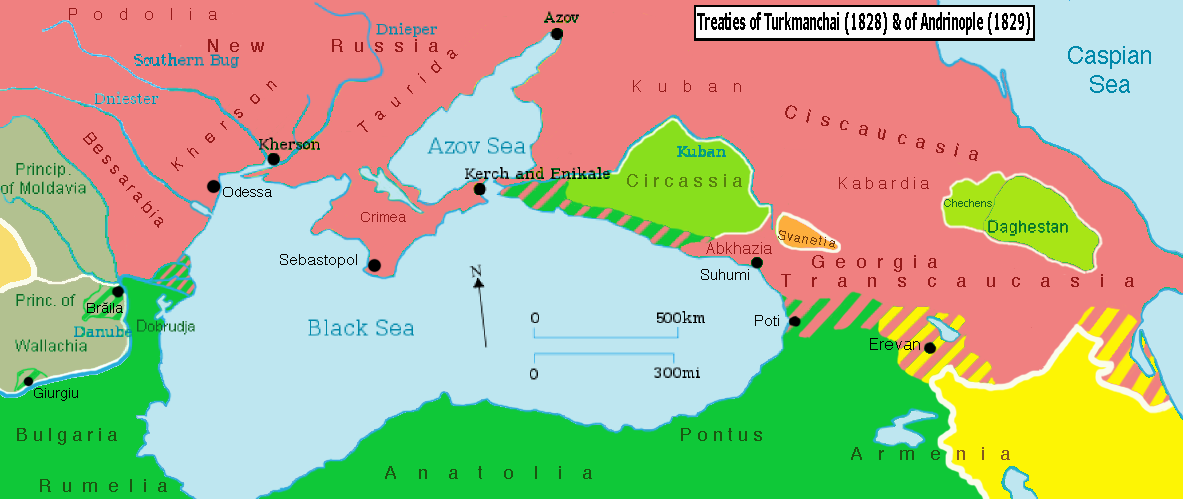
Les deux principautés à l'Ouest de la mer Noire, Moldavie et Valachie, passent sous influence russe au traité d'Andrinople (1829), elles se trouvent sur les riches terres noires danubiennes.

La géostratégie de la mer Noire est bouleversée par l'émergence d'un commerce encore plus tourné vers l'occident après le traité d'Andrinople (1829), entre l'empire ottoman et la Russie, qui met fin à la guerre russo-turque de 1828-1829. L'interdiction des pavillons étrangers en mer Noire est levée, le commerce des céréales s'en trouvant libéré. Une génération d'armateurs grecs s'engouffre dans ce boulevard, d'autant que les insurgés grecs, en partie à l'origine de la guerre russo-ottomane, voient leur indépendance entérinée en juillet 1832. Ils travaillent avec les grands négociants, soucieux de séduire les principautés danubiennes, nées du traité d'Andrinople, comme la principauté de Valachie, qui récupère les ports danubiens de Turnu Măgurele, Giurgiu et Brăila, ou même la Serbie, qui voit son autonomie accrue et reconnue ; mais aussi de contourner les corn laws anglaises.
La Russie méridionale « ne fait que des expéditions peu considérables au-delà du détroit de Gibraltar », observe en 1835 Julius von Hagemeister (de), mais elle exporte 1,4 million de tchetverts par an en moyenne, sur lesquels les ports de la Méditerranée captent en moyenne environ 0,9 million de tchetverts par an :
- Gènes 0,27
- Livourne 0,22
- Marseille 0,2
- Malte et les autres ports 0,15
- Trieste 0,075 :

« Le commerce des blés est devenu, pour les riches capitalistes, un objet de spéculation comme les fonds publics », et donne de « l'occupation à la nombreuse marine marchande de la Méditerranée » note Hagemeister. Trieste, Livourne, Gênes et Marseille sont les grands entrepôts, où le blé est « apporté de toutes parts », où « se font les grandes opérations » et où « les provisions sont dirigées sur tous les points ». On y confronte diverses mesures selon les destinations :
- À Gênes, l’émine vaut de 118 à 120 litres ;
- À New-York, le boisseau qui contient environ 36,25 litres ;
- À Londres, le quart vaut 290 litres environ ;
- À Saint-Pétersbourg, le tchetvert vaut 150 litres environ.

### Essor de nouvelles régions agricoles

#### Les principautés danubiennes prennent le relais de la Russie en 1833
La disette de 1833 en Russie a fait découvrir en Valachie des richesses céréalières jusqu'alors insoupçonnées, jusque-là employées à la fabrication de l'eau-de-vie. Ce n'est qu'en 1833 que la Valachie commence à exporter du blé, en raison de son prix très élevé, de la partie éloignée de la mer Noire. Le traité d'Andrinople (1829) lui avait permis de récupérer les ports danubiens de Turnu Măgurele, Giurgiu et Brăila.
L'année 1833 voit aussi pour la première fois en Valachie des achats sur les lieux de production mêmes, par des négociants qui ont cependant beaucoup de difficultés à faire respecter l'inviolabilité des contrats. De plus, « les négociants se plaignent qu'à Galatz » la mesure du poids des céréales est « souvent altérée par la mauvaise foi des autorités ».
En Moldavie, l'eau-de-vie n'est faite qu'avec des prunes, celle de grains étant peu goûtée et plus chère que le vin. Les achats de blé se font sur les lieux de production ou les marchés. Des spéculateurs parcourent le pays et font des avances aux propriétaires sur la récolte future. Les prix élevés constatés en 1833 en mer Noire ont provoqué une augmentation de production dans les principautés de Moldavie et de Valachie telle qu'elle pourrait facilement suffire aux besoins de la Turquie et des îles grecques, observe un négociant en 1835, tout en notant que la Grèce pourrait cependant exporter sous peu du blé du golfe de Patras en Grèce.
La Valachie et la Moldavie quadruplent leurs exportations de céréales sur la période 1830-1860. Mais ces livraisons restent tournées à 40 % vers l'Empire ottoman et à 14 % vers l'Autriche Hongrie, n'atteignant des niveaux importants vers l'Angleterre que lors de la guerre de Crimée. Les armateurs grecs vont bientôt organiser la moitié de ce commerce. La terre, dans les deux principautés, appartient au fisc ou aux boyards, aristocrates des pays orthodoxes non grecs. Les paysans n'ont plus à payer autant de taxes qu'à l'époque ottomane mais près de 100 000 familles fuient entre 1837 et 1850, pour échapper au système de servage et gagnent la Bessarabie voisine. En 1864, un tiers des paysans, situés dans les montagnes, sont encore libres en Valachie.

#### Le canal Welland et l'Ohio and Erie Canalprofitent aux blés de l'Ontario

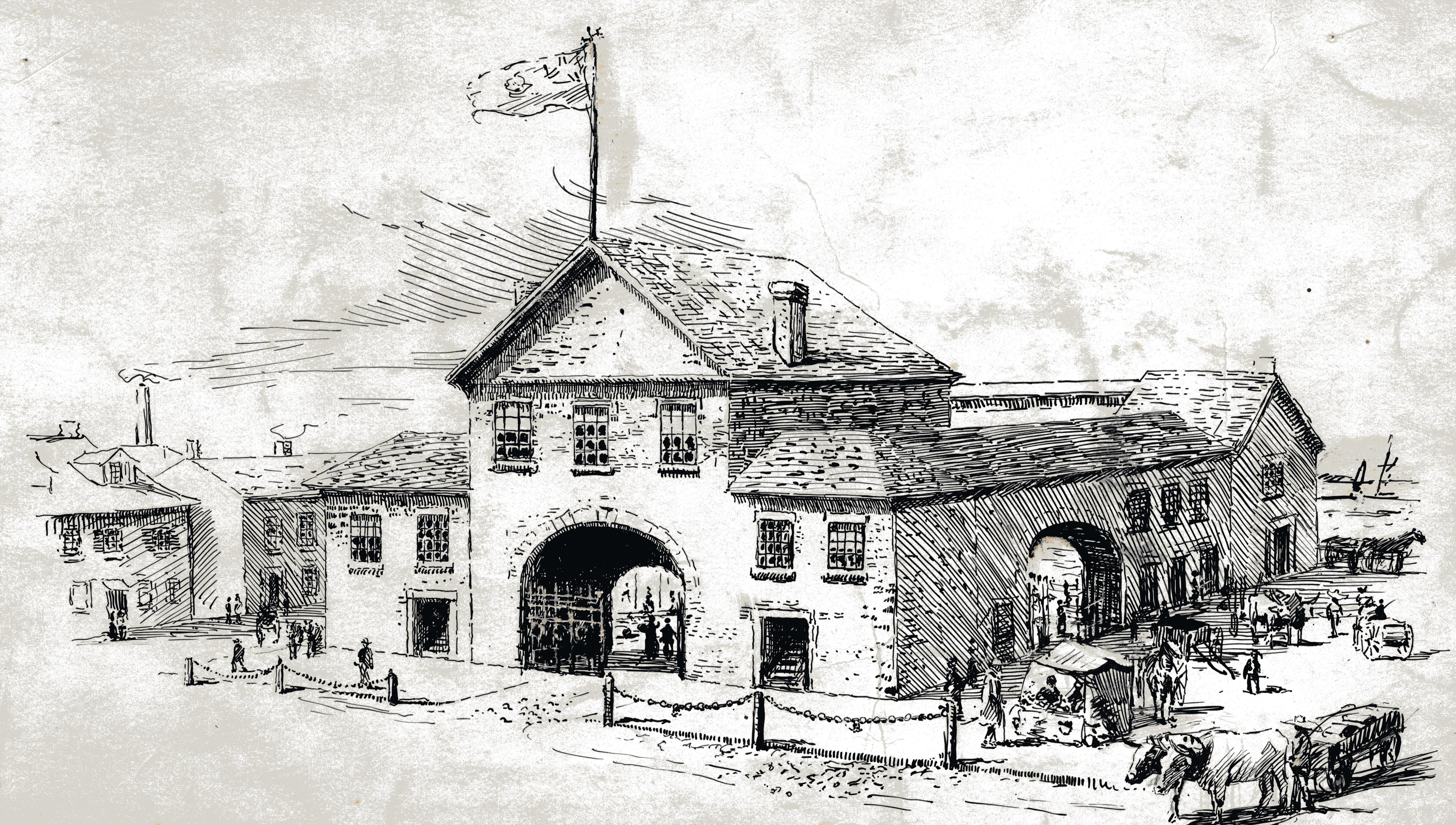
Marché agricole à York (Toronto)

La fixation de droits préférentiels en faveur du blé canadien en 1825 a permis aux prix et aux volumes d'exportation de se redresser, avec environ 300 000 quart en 1825 contre 400 l'année précédente, d'autant qu'est achevé en 1829 le canal Welland, pour relier lac Érié et lac Ontario, ce qui ouvre aux cultivateurs de céréales canadiens du pourtour du lac Ontario les exportations, jusqu'à New York, toute l'année et à bon prix, même si celles-ci sont encore interdites.
Lors de crise alimentaire en Europe de 1830, ce sont cependant les exportations américaines de blé qui augmentent :
| Exportations américaines:     | 1828-1829 | 1829-1830 | 1830-1831 |
| Millions de boisseaux de blé  | 0,004     | 0,045     | 0,41      |
| Millions de boisseaux de maïs | 0,89      | 0,44      | 0,57      |
| Millions de barils de farine  | 0,83      | 1,22      | 1,80      |

En 1832, c'est ouverture du canal Ohio-Érié (Ohio and Erie Canal) reliant la voie maritime du Saint-Laurent à la vallée de l'Ohio. De nouvelles régions agricoles de l'Ontario, plus au sud, en profitent. Depuis 1830, une loi encourage les dons aux sociétés agricoles, qui fleurissent dans les districts de Home, Western, Johnstown, Eastern et Gore, puis de Bathurst en 1832, Prince Edward en 1833 et London en 1836. Les dons à l'Agriculture in Upper Canada (en) ont totalisé depuis le début 1 607 livres sterling en 1841.
La pratique du wheat mining, ou « blé du défrichage », amène cependant les fermiers pauvres à utiliser la moitié de 25 acres pour le blé et à user les sols d'autant plus vite que le gel hivernal fragilise les récoltes. Le rendement peut ainsi chuter de 300 à 25 boisseaux par acre en seulement quelques années. L'Ontario est ainsi très vulnérable lorsque le marché du blé s'effondre à nouveau en 1834-1835 lors d'une crise de surproduction amplifiée par la spéculation. La dépression est si profonde que le Bas-Canada ne peut plus être approvisionné et doit importer d'Angleterre en 1837. Aux États-Unis, la panique de 1837 provoque des faillites en cascade et il faut importer massivement des céréales. Le Canada, pourtant tout proche mais encore mal remis de la crise de 1834-1835, n'assure qu'une faible partie de flux.
| Importations de blé des États-Unis en 1837 | Hanse | Prusse | Hollande | Angleterre | Colonies anglaises | Italie et Malte | Trieste |
| Millions de boisseaux                      | 0,27  | 1,40   | 0,45     | 0,79       | 0,32               | 0,23            | 0,19    |

Lors des rébellions de 1837, durement réprimée, la rébellion du Haut-Canada suit celle du Bas-Canada, en plus modeste, et dénonce surtout la clique au pouvoir dans la colonie, le Family Compact, lié au lobby commercial anglais.
La reprise progressive de l'essor en 1838 se fait grâce marché américain. La population des districts les plus fertiles de l'Ontario, à l'ouest de Kingston quadruplera entre 1838 et 1851 et l'Angleterre doit faire des concessions, dès l'acte d'Union (1840) puis sur le plan des droits de douane en 1842.

#### Les cultivateurs allemands arrivent dans la vallée de l'Ohio
Après 1832, le trafic des céréales aux États-Unis a pu transiter par l'avantageuse voie fluviale sur un énorme périmètre : vers le sud par l'Ohio, jusqu'à Pittsburgh et le bassin fluvial du Mississippi, ou au nord par le canal Ohio-Érié à Cleveland, Buffalo et en fin de compte, via le canal Welland, au lac Ontario et jusqu'à Montréal. L'Evans Ship Canal relie en 1832 le canal Érié et la rivière Buffalo, pour compléter le canal Érié, congestionné. En trois ans, la population de Buffalo augmente de 50 %, atteignant 15 000 habitants. Entre 1835 et 1836, le trafic de blé y passe de quasiment rien à un demi-million de boisseaux, puis deux millions en 1841. Depuis son ouverture en 1825, le canal Érié donne également aux immigrants un accès plus facile aux produits manufacturés venant de l'est, encore plus qu'il ne facilite leurs expéditions de grain vers l'Est. Dans les années 1830, près de 43000 d'entre eux ont emprunté les onze bateaux à vapeur permettant d'aller de Buffalo au lac Michigan en 17 à 20 jours.
Des céréaliers s'installent le long des lacs, des Allemands à New Bremen et Toledo dans l'Ohio, et à Fort Wayne dans l'Indiana. Le chemin de fer permettra d'accroître encore ce développement. Mais le Baltimore and Ohio Railroad, construite à partir du 4 juillet 1828 n'arrivera au terminus de Wheeling que le 1er janvier 1853.
L'émigration allemande en Amérique s'est accélérée après le livre de Gottfried Duden (en), Voyage dans les États de l'Ouest de l'Amérique, écrit en 1829 sur le Missouri, qui devient un best-seller en Allemagne, tandis que la Gießener Auswanderungsgesellschaft (en) créé en 1833 facilite les démarches. Lors de la décennie qui suit l'agitation révolutionnaire de 1830, les Allemands sont 152 000 à entrer aux États-Unis, quatre fois plus que les Français (46 000), une première étape avant l'envol de ce flux, qui triple à 435 000 immigrants dans les années 1840.

#### Après Odessa, l'essor en Crimée et Mer d'Azov
Malgré la crise agricole de 1833, la Russie méridionale affiche un bilan imposant. En l'espace de 10 années, de 1823 à 1833, il est parti plus de 10 millions de tchetvert des ports russes de la mer Noire et de la mer d'Azov, qui s'ouvre par le détroit de Kertch et baigne les côtes de l'Ukraine et de la Russie, avec ses ports Taganrog et Marioupol.
Les exportations de 1823 à 1833 :
- 6,6 millions d'Odessa, le port le plus tourné vers Livourne et l'Angleterre ;
- 1,86 million de Taganrog ;
- Marioupol qui n'a acquis de l'importance que depuis 1830, a expédié en 4 ans 0,6 million.

L'exportation des ports d'Izmaïl, sur le Danube, d'Eupatoria et de Théodosie en Crimée peut être estimée, en prenant le terme moyen de 10 ans, à 50000 et 40000 tchetvert pour chacun.
Destination des exportations de céréales russes depuis Odessa en 1838 :
| Livourne | Gênes | Marseille | Trieste |
| 45 %     | 18 %  | 10 %      | 6 %     |

L'année 1830 est celle ou les expéditions de blé d'Odessa sont les plus fortes : 1,21 million de tchetvert. Jamais, depuis 1815, ce port n'en a exporté moins de 450 000 tchetvert, les années de guerre et celle de 1834 exceptées. Vingt ans plus tard, Odessa sera dépassé par les ports de la future Roumanie.

### Crise générale de surproduction 1834
Le marché du blé s'effondre à nouveau en 1834-1835 lors d'une crise de surproduction amplifiée par la spéculation, après un triple essor des récoltes en Ontario, dans la vallée de l'Ohio et dans les principautés danubiennes. Par ailleurs, des pays d'Europe de l'Ouest ont imité l'Angleterre en instituant un contrôle des importations, pour renforcer leur agriculture après la famine de 1830 : France en 1832, Belgique en 1834, Hollande en 1835. À la Chambre des députés belges, les sujets les plus discutés touchant les milieux ruraux, après l'Indépendance de 1830, furent les problèmes douaniers en matière alimentaire. Au Canada, le boisseau se vend 35 cents à Toronto, sous son coût de production (40 à 50 cents), et trois fois moins que quelques années avant. Le prix de la terre est divisé par quatre. Le Québec, dont la production a aussi baissé, doit s'approvisionner en Europe et l'Ontario exporte alors vers États-Unis quand ses récoltes rebondissent en 1838, grâce à la remontée des prix, car la voie maritime du Saint-Laurent est étroite l'été et bloquée par les glaces l'hiver. Cette concurrence américaine amènera l'Angleterre à réduire les taxes sur le blé canadien en 1842 et à demander aux Québécois d'élargir le canal de Lachine, zone délicate de la voie maritime du Saint-Laurent. Depuis 1833, une commission gouvernementale le recommande mais les travaux ont lieu entre 1843 et 1848.
À partir de 1837 et 1838, les prix remontent et les négociants anticipent la fin des restrictions dans les pays consommateurs. Le port de Livourne, en Toscane, permet de les contourner, et prend le nom de « Livourne l'anglaise » (Leghorn), car l'Angleterre est le premier importateur de céréales au monde.
En Belgique, la loi de 1834 a provoqué un renchérissement du prix des blés, qui deviennent rares alors que la croissance urbaine accélère. Depuis le début du XIXe siècle, le méteil subsiste dans les arrondissements d'Alost et d'Audenaerde, mais la pomme de terre a atteint son apogée, en s'octroyant un sixième de la surface occupée par les céréales en Flandre occidentale et un cinquième en Flandre orientale.

### De nouvelles machines et de nouvelles semences

#### Le «blé de Noé» se taille un franc succès en France
Jusqu'en 1830, toutes les céréales cultivées en France sont des variétés locales et traditionnelles plus ou moins homogènes, de couleurs et de tailles très différentes. En 1830 le richissime marquis Louis Pantaléon Jude de Noé, châtelain à L'Isle-de-Noé, près de Mirande, découvre par M. Pérès, un de ses fermiers, le futur blé de Noé, trié dans un lot venant d'Odessa par M. Planté, meunier à Nérac et se révèle très productif. Le marquis de Noé est le richissime héritier de l'empire sucrier de Pantaléon I de Bréda, par son père Louis-Pantaléon de Noé, qui a affranchi en 1776 Toussaint Louverture, sur sa plantation de Saint-Domingue, bien avant la première abolition de l'esclavage en France.
Le comte introduit cette nouvelle variété dans ses terres de Bréau, en Beauce, d'où elle s'est rapidement répandue dans toute la région et la diffusa aussi en Brie.
Le « blé de Noé » appelé « blé bleu », est certes sensible à la rouille et au froid, mais productif, précoce et résistant à la verse. De plus, son grain est apprécié des meuniers. De ce blé seront tirées différentes variétés par sélection massale : Rouge de Bordeau, japhet, Gros bleu. Il a servi à de nombreux croisements, même si son point faible était l'exposition à la rouille du blé. Cette céréale attire l'attention de Louis de Vilmorin, qui alors réalise ses premiers travaux généalogiques sur le blé pour obtenir des lignées pures, conservant les mêmes caractères d’une génération à l’autre. Louis de Vilmorin met au point la première variété de blé moderne, Dattel, issue du croisement entre deux blés anglais (Chiddam et Prince Albert).
Au même moment des blés anglais, très productifs, résistants à la verse et à la rouille, mais parfois trop tardifs en zone sèches, sont introduits au nord de la France : Chiddam, Goldendrop, Prince Albert, Victoria. Ces blés, issus d'un processus de sélection variétale sur une période d'une dizaine d'années à partir d'un seul épi, constituent les premières lignées pures mises au point en France.

#### Charrues et moissonneuse, une génération d'inventeurs
Jeune forgeron à Grand Detour, dans l'Illinois, John Deere se rend compte que les fermiers locaux n'arrivent pas à travailler le sol lourd des prairies avec leurs charrues, conçues pour le sol sablonneux de l'Est des États-Unis. Il fabrique donc une charrue à versoir en acier finement poli, mise au point en 1837 à partir d'une lame de scie cassée puis effectue une démonstration devant les fermiers de l'Illinois au cours de l'année 1838. Le succès est cependant très lent : il construit 10 charrues en 1839, 75 en 1841 et 100 en 1842.
En France, Mathieu de Dombasle, met au point en 1837, une charrue éponyme, après un premier échec dans la betterave à sucre puis la publication des textes à caractère agronomique sur la cristallisation du sucre, la fabrication de l'eau-de-vie de pomme de terre, le fonctionnement de différents types de charrues ou des traductions (Thaër en 1821, sa Description des nouveaux instruments d’agriculture), de Sinclair en 1825, son Agriculture pratique et raisonnée).
La fin des années 1830 voit aussi Cyrus McCormick, né en 1809 en Virginie dans une famille d'inventeurs venus d'Écosse, mettre au point un prototype de moissonneuse mécanique. La panique de 1837 cause la faillite de la société familiale, l'un des associés se retirant, mais en 1839 Cyrus McCormick commence à faire des démonstrations en public. Il vend son premier exemplaire en 1840, mais aucun en 1841. Sa machine se vendra un peu mieux avec l'expansion à la fin des années 1840, quand la demande de blé augmente pour exporter en Europe.